# Wolf Point (Montana)
Wolf Point es una ciudad ubicada en el condado de Roosevelt en el estado estadounidense de Montana. En el Censo de 2010 tenía una población de 2621 habitantes y una densidad poblacional de 1.156,54 personas por km².

## Geografía
Wolf Point se encuentra ubicada en las coordenadas 48°5′35″N 105°38′29″O / 48.09306, -105.64139. Según la Oficina del Censo de los Estados Unidos, Wolf Point tiene una superficie total de 2.27 km², de la cual 2.27 km² corresponden a tierra firme y (0%) 0 km² es agua.

## Demografía
Según el censo de 2010, había 2621 personas residiendo en Wolf Point. La densidad de población era de 1.156,54 hab./km². De los 2621 habitantes, Wolf Point estaba compuesto por el 42.5% blancos, el 0.23% eran afroamericanos, el 50.48% eran amerindios, el 1.22% eran asiáticos, el 0.04% eran isleños del Pacífico, el 0% eran de otras razas y el 5.53% pertenecían a dos o más razas. Del total de la población el 1.64% eran hispanos o latinos de cualquier raza.